# Humoresque (1946)
Humoresque is een Amerikaanse dramafilm uit 1946 onder regie van Jean Negulesco.

## Verhaal
De pianospeler Sid Jeffers kijkt neer op de kille violist Paul Boray. Wanneer Paul de kortzichtige, steenrijke Helen Wright leert kennen, wordt zij onmiddellijk verliefd op hem. Ze wil een groot succes van hem maken, maar ze wordt kwaad, als blijkt dat zijn viool belangrijker voor hem is dan zij.

## Rolverdeling
| Acteur          | Personage           |
| --------------- | ------------------- |
| Joan Crawford   | Helen Wright        |
| John Garfield   | Paul Boray          |
| Oscar Levant    | Sid Jeffers         |
| J. Carrol Naish | Rudy Boray          |
| Joan Chandler   | Gina Romney         |
| Tom D'Andrea    | Phil Boray          |
| Peggy Knudsen   | Florence Boray      |
| Ruth Nelson     | Esther Boray        |
| Craig Stevens   | Monte Loeffler      |
| Paul Cavanagh   | Victor Wright       |
| Richard Gaines  | Bauer               |
| John Abbott     | Rozner              |
| Robert Blake    | Paul Boray als kind |
| Tommy Cook      | Phil Boray als kind |
| Don McGuire     | Eddie               |